# 花樣年控股集団
花樣年控股集團有限公司（かようねん こうこ しゅうだん ゆうげんこうし、ファンタジア・ホールディングス・グループ、英語: Fantasia Holdings Group Company Limited）は、中華人民共和国の不動産デベロッパー (SEHK: 1777) 。同社は、不動産開発事業 、不動産投資事業、不動産運営サービス事業、ホテル運営事業、飲食その他事業の5セクターで事業を展開する。

## 沿革
1996年に深圳市において、曽慶紅元国家副主席の姪である曽宝宝（別名：曽潔）によって創業。2009年、香港証券取引所に公開価格2.2香港ドルで株式公開された
。
2021年10月5日、返済期限を迎えた2億600万米ドルの債務を返済できなかったことを公表。1週間前には恒大集団の債務危機で注目されたことを受けて「流動性危機は存在しない」と表明したばかりであった。フィッチ・レーティングスは長期債務の格付を「トリプルC」から部分的なデフォルトを示す「RD」に格下、S&P グローバルも「トリプルC」から選択的デフォルトを指す「SD」に引き下げた。また、中国の格付機関である中誠信国際信用評級も格付を引き下げたことを受けて、上海証券取引所は、上場債券の取引方式を相対取引に変更することを発表した。

## 脚註
1. ↑  Fantasia Holdings Group
2. ↑  Fantasia raises HK$3.18b on big subscription
3. ↑  “Fantasia (HKG:1777) to price IPO at $1.75–2.2/share”. 2011年7月25日時点のオリジナルよりアーカイブ。2010年4月29日閲覧。
4. ↑  Fantasia Schedules Debut
5. ↑  Cho thuê căn hộ Topaz Elite
6. ↑  Lockett, Hudson; Hale, Thomas (2021年10月5日). “China property sector woes deepen as midsize developer defaults”. Financial Times 2021年10月5日閲覧。
7. ↑  “中国不動産・花様年が部分デフォルト　格付け会社認定”. 日本経済新聞. (2021年10月6日) 2021年10月6日閲覧。
8. ↑  “中国不動産開発の花様年、上海上場債を相対取引に変更　格下げ受け”. ロイター通信. (2021年10月11日) 2021年10月11日閲覧。